# Мелих Селчук
Мелих Селчук (на турски: Melih Selçuk) е турски актьор.

## Биография
Роден е в Мардин на 2 февруари 1984 г. Завършва висшето си образование в Истанбул, специалност „Бизнес администрация“. Решава да се занимава с актьорство.
Участва в няколко филмови продукции, като с участието си в част от тях получава награди за добрата си актьорска игра. Най-популярната му роля е тази на Мехмет в сериала „Огледален свят“.

## Филмография
| Година | Филм                 | Роля    |
| 2008   | Süt                  | Yusuf   |
| 2009   | Kasaba               | Hüseyin |
| 2011   | Adını Feriha Koydum  | Mehmet  |
| 2012   | Toprağa Uzanan Eller | Ahmet   |
| 2013   | Pis Yedili           | Ruzgar  |